# Kalanchoe bracteata
Kalanchoe bracteata és una espècie de planta suculenta del gènere Kalanchoe, de la família de les Crassulaceae.

## Descripció
És un petit i compacte arbust suculent que a la natura aconsegueix una alçada d'almenys 1,5 metres.
Les tiges són moderadament llenyoses, teretes, densament ramificades, cobertes amb tricomes semblants a escates quan són joves. Entrenusos curts a bastants llargs si les plantes han crescut força ràpidament.
Les fulles són ovades, ovat-orbiculars o lanceolades, de 20 a 40 mm de llargada i de 19 a 25 mm d'amplada, punta cuneada-aguda a obtusa, amb base arrodonida o que es redueixen bruscament en un pecíol cilíndric, estret, carnós, d'uns 5 a 15 mm de llarg, profundament solcat per sobre. Vèrtex poc apiculat, marges sencers. Les fulles són d'aspecte variable de color gris grisenc-platejat a verd oliva degut a la presència o absència d'un recobriment de llargs pèls triangulars (tricomes) molt junts. De vegades aquests pèls són prou densos per donar a les fulles un aspecte de color blanc platejat, però aviat, aquesta cobertura es desprèn. La fulla és llavors de color verd fosc, brillant i totalment glabra. Les fulles tenen un aspecte menys carnós que les de la majoria de les espècies, però encara són clarament suculentes.
Les inflorescències (cimes) són terminals i laterals, densament ramificades en dicasi, cimes escorpioides als extrems de les branques, de 50-100 cm de llarg.
Les flors són erectes, de vegades estenent-se. Pedicels de 5 a 10 mm de llargada, densament pilosos. Tub del calze molt curt a gairebé absent, sèpals triangulars, molt aguts, units a la base, poc tubulars, de 4 a 10 mm de llarg i de 2,5 mm d'ample, amb un dens pèl blanc per sota. Corol·la urceolada, molt carnosa, tub fortament quadrangular, de 8 a 10 mm de llargada i 6 mm d'amplada, de color vermell brillant, vermell ataronjat o groc-taronja, gairebé glabre. Lòbuls corol·lins recurvats, arrodonits a triangulars, de 2 a 3 mm de llarg i de 1 a 2 mm d'ample. Estams junts a la base de la corol·la que s'allarguen per sobre de la meitat del tub de la corol·la. Anteres ovades, de 1,5 a 2 mm de llarg. Nectaris rectangulars, d'1,5 mm d'ample. Estil de 2 a 2,5 mm de llarg.
K. bracteata es pot confondre fàcilment amb K. orgyalis i amb K. hildebrandtii per què tenen una morfologia floral semblant i comparteixen hàbitat. Es distingeixen per les fulles més petites i flors vermelles de la K. bracteata, mentre que la K. orgyalis té les flors de color groc llimona, i la K. hildebrandtii té les fulles sense tija i les flors de color blanc i petites.

## Distribució
Planta endèmica del sud-est de Madagascar. Creix en matolls xerofítics en diversos sòls i roques.

## Taxonomia
Kalanchoe bracteata va ser descrita per George Francis Scott Elliot i publicada al Journal of the Linnean Society, Botany 29: 15. 1891.

### Etimologia
Kalanchoe: nom genèric que deriva de la paraula cantonesa "Kalan Chauhuy", 伽藍菜 que significa 'allò que cau i creix'.
bracteata: epítet que fa referències a les aparents bràctees florals de la planta.

### Sinonímia
- Kalanchoe bracteata var. aurantiaca Rauh & Hebding
- Kalanchoe bracteata subs. glabra Rauh & Hebding
- Kalanchoe bracteata var. longisepala Boiteau ex L.Allorge
- Kalanchoe bracteata var. pubescens Rauh & Hebding
- Kalanchoe ebracteata Scott-Elliot ex H.Jacobsen
- Kalanchoe nadyae Raym.-Hamet